# Poecilotheria miranda
Poecilotheria miranda is een spinnensoort uit de familie van de vogelspinnen (Theraphosidae).
De wetenschappelijke naam van de soort werd in 1900 gepubliceerd door Reginald Innes Pocock.
De soort komt alleen voor in een klein gebied in India en wordt gevonden tot hoogtes van 800 meter boven zeeniveau. Hij staat op de Rode Lijst van de IUCN als bedreigd.